# Gaussisk grid
Gaussisk grid används vanligen som horisontellt koordinatsystem i beräkningsmodeller där ekvationer löses på en sfär eftersom ett vanligt kartesiskt koordinatsystem inte lämpar sig en sådan kropp. 
Den Gaussiska gridden är kvadratisk med ett ekvidistant avstånd mellan gridpunterna i latitudled men ej i longitudled (proportionell mot cosinus av latituden). Deformationen i longitudled beräknas med vinkelberoende egenfunktioner till Laplace-ekvationen på en sfär, vanligen genom så kallad viktad Gaussisk kvadratur där associerade Legendrepolynom läggs i nord-sydlig riktning. 
Antalet gridpunkter i latitudled är i allmänhet hälften av antalet gridpunkter i longitudled vilket är en matematisk konsekvens av geometrin. På samma sätt är båda polerna singulära eftersom det är där gridsystemet konvergerar.  
Då variabler projiceras spektral på gridden kan endast fenomen större än en viss våglängd upplösas. Denna minsta våglängd, den så kallade trunkeringsvåglängden {\displaystyle \lambda _{trunk}\,},  beräknas enkelt från koordinatsystemets upplösning med hjälp av följande relation,
{\displaystyle \lambda _{trunk}={\frac {n_{lon}-1}{3}}={\frac {2\cdot n_{lat}-1}{3}}\,} ,
där {\displaystyle n_{lat}\,} är antalet gridpunkter på en given latitudcirkel och {\displaystyle n_{lon}\,} är antalet på en longitudcirkel. 
Gaussiska gridsystem lämpar sig väl att använda inom meteorologin eftersom jorden är en approximativ sfär. Moderna klimat- och väderprognosmodeller använder en spektral representation av variabler vilket underlättas på ett Gaussiskt gridsystem. 
Vanliga upplösningar i klimatmodeller är:
- - T21 – 65x32
  - T32 – 96×48
  - T42 – 128×64

Väderprognosmodeller beräknas vanligen inte på en hel sfär och de har ofta högre upplösning. Exempel på upplösningar är t. ex:
- - N48 – 192×96
  - N80 – 320×160
  - N128 – 512×256
  - N160 – 640×320
  - N200 – 800×400
  - N256 – 1024×512
  - N400 – 1600×800
  - N512 – 2048×1024